# Княжество Албания
Кня́жество Алба́ния (алб. Principata e Shqipërisë) — монархия в Албании во главе с князем Вильгельмом, которая существовала с 1914 года до своего упразднения в 1925 году, когда Албания была провозглашена республикой.

## Образование княжества
Албания входила в состав Османской империи с 1478 года до подписания Лондонского договора в мае 1913 года, когда великие державы признали независимость страны. Великие державы избрали принца Вильгельма Вида, племянника королевы Елизаветы Румынской на престол независимой Албании. Официальное предложение было сделано восемнадцатью делегатами, представлявшими 18 районов Албании, 21 февраля 1914 года, которое он принял. За пределами Албании Вильгельм был известен как князь, но в Албании был объявлен королём под именем Скандербег II, чтобы не быть ниже короля Черногории. Вильгельм прибыл в Албанию, во временную столицу Дуррес, 7 марта 1914 года, вместе с королевской семьей. Безопасность обеспечивала Международная жандармерия под командованием голландских офицеров.

## Первая мировая война
Первая мировая война прервала деятельность правительства Албании, страна была разделена на ряд региональных правительств. Албанию охватил политический хаос. Окруженный повстанцами Эсад-паши Топтани в Дурресе, принц Вильгельм оставил страну 3 сентября 1914 года, всего через шесть месяцев после прибытия, а затем вступил в немецкую армию и служил на Восточном фронте. Однако, Вильгельм никогда не отказывался от своих претензий на трон.
Албанский народ раскололся по религиозным и племенным признакам после отъезда князя. Мусульмане требовали князя-мусульманина и смотрели на Турцию как на защитника привилегий, которыми они пользовались, поэтому многие клановые вожди не признавали национального правительства. В конце октября 1914 года греческие войска вошли в Албанию согласно протоколу Корфу и основали Автономную Республику Северного Эпира. Италия оккупировала Влёру, австро-венгерские и болгарские войска позже заняли около двух третей страны. Во время войны греческие войска были вытеснены итальянскими и французскими и на контролируемой французами территории некоторое время существовала Автономная Албанская Республика Корча.

## Албания
Албания не имела единого признанного правительства и албанцы обоснованно беспокоились, что Италия, Югославия и Греция намерены разделить страну. Итальянские войска контролировали албанскую политическую деятельность на оккупированных территориях. Югославы стремились получить север, а греки — юг Албании.
Делегация послевоенной Албанской национальной ассамблеи, собравшаяся в Дурресе в декабре 1918 года, пыталась защитить интересы страны на Парижской мирной конференции, но делегация не была признана официальным представителем Албании. Франция, Великобритания и Греция договорились о разделе Албании между Югославией, Италией и Грецией. Соглашение было заключено за спиной албанцев и в отсутствие на переговорах представителей США. Национальное собрание, желая сохранить целостность страны, выразило готовность принять итальянский протекторат и даже итальянского князя как правителя.
Делегаты Второй Албанской национальной ассамблеи, состоявшейся в Люшне в январе 1920 года отклонили план разделения и предупредили, что албанцы будут с оружием в руках защищать независимость страны и её территориальную целостность.
За месяц, в марте 1920 года, президент США Вудро Вильсон вмешался, заблокировав Парижское соглашение. США подчеркнули свою поддержку независимости Албании путём признания официального представителя Албании в Вашингтоне, и 17 декабря 1920 года Лига Наций признала суверенитет Албании как полноправного члена. Однако границы страны остались неопределёнными.
Новое правительство Албании начало кампанию по прекращению оккупации страны Италией и призвало крестьян преследовать итальянские войска. В сентябре 1920 года, после Влёрской битвы, когда итальянские захватчики во Влёре были осаждены албанскими войсками, Рим отказался от своих претензий на Албанию, вытекавших из Лондонского договора и вывел свои войска из Албании, за исключением острова Сазан в устье Влёрской бухты.

## Республика Мирдита
Югославия продолжила оккупацию части страны, а столкнувшись с сопротивлением албанцев, Белград поддержал клан гэг, под руководством Гьона Маркадьони (алб. Gjon Markagjoni), который поднял своё католическое племя против регентства и парламента. Маркадьони провозгласил создание независимой Республики Мирдита.
В ноябре 1921 года Югославия ввела войска на территорию новообразованной республики. Лига Наций направила комиссию в составе представителей Великобритании, Франции, Италии и Японии, которые подтвердили границы Албании 1913 года. Югославия была вынуждена вывести свои войска. Республика Мирдита была отменена.

## Политическая ситуация
В послевоенной Албании правительства появлялись и исчезали в быстрой последовательности. С июля по декабрь 1921 года только премьеры менялись пять раз.
Пять сессий Люшенского конгресса были проведены с 27 января по 31 января 1920 года в Люшне и имели целью изучение ситуации в Албании и принятие нужных мер для предотвращения раздела страны. Акиф-паша Эльбасан был избран спикером Конгресса. Был создан Верховный Совет (Këshillin Kombëtar), Национальный совет (Këshillin Kombëtar), столица перенесена из Люшни в Тирану.